# Spartaco Albertarelli
Spartaco Albertarelli, né le 19 mars 1963 à Milan, est un auteur italien de jeux de société et de rôle vivant à Milan. Il travaille depuis 1987 pour eg-Spiele, un important éditeur de jeux de société italien où il occupe actuellement le poste de directeur recherche et développement.

## Ludographie succincte
- Druid, 1993, Editrice Giochi
- Category, 1994, Editrice Giochi
- Kaleidos, 1995, Editrice Giochi
- Fair Play, 1996, Editrice Giochi
- Ponte Vecchio, 1996, Editrice Giochi
- Pit Stop, 2001, Editrice Giochi
- Diceland, 2002, Kidult Game
- Dicerun, 2002, Kidult Game
- Coyote, 2003, Kidult Game / Tilsit
- Polterdice, 2003, Kidult Game
- Dust, 2007, jeu de stratégie, Fantasy Flight Games